# Амигдалеонас
Амигдалеонас, още Бадем чифлик или Бадемли чифлик (на гръцки: Αμυγδαλεώνας, катаревуса Αμυγδαλεών, Амигдалеон), е село в Гърция, в дем Кавала, област Източна Македония и Тракия.

## География
Селото е разположено на надморска височина от 80 m от северозападната страна на прохода между Люти рид и Чалдаг, който води към Кавала.

## История

### В Османската империя
Селото е основано в средата на XVI век. Малко след 1735 година в него е отворено гръцко училище.
Съгласно статистиката на Васил Кънчов („Македония. Етнография и статистика“) към 1900 година Бадемли Чифликъ е циганско селище с 30 жители.

### В Гърция
След Междусъюзническата война в 1913 година селото попада в Гърция. Селото пострадва от Балканските войни и в преброяването от 1913 година не се споменава.
След Първата световна война тук започват да се заселват бежански семейства. През 1927 година името на селото е сменено на Амигдалеонас. До 1928 година броят на заселените бежанци в селото е 409, като те съставят 111 домакинства.
Според българското преброяване от 1941 година селото има 647 жители.
След Гражданската война населението на селото се уголемява.
Населението произвежда тютюн, пшеница, а е развито и скотовъдството в частност краварството.
| Година    | 1913 | 1920 | 1928 | 1940 | 1951 | 1961 | 1971 | 1981 | 1991 | 2001 | 2011 | 2021 |
| --------- | ---- | ---- | ---- | ---- | ---- | ---- | ---- | ---- | ---- | ---- | ---- | ---- |
| Население |      | 153  | 509  | 794  | 1292 | 1208 | 1097 | 1529 | 1559 | 1697 | 2724 | 2647 |